# Alcyonium siderium
Alcyonium siderium is een zachte koraalsoort uit de familie Alcyoniidae. De koraalsoort komt uit het geslacht Alcyonium. Alcyonium siderium werd in 1922 voor het eerst wetenschappelijk beschreven door Verrill. 